# Wybory parlamentarne w Belize w 2003 roku

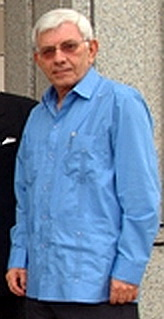
Said Musa

Wybory parlamentarne w Belize w 2003 roku zostały przeprowadzone 5 marca w celu wyłonienia 29 członków Izby Reprezentantów. Przeprowadzeniem wyborów zajmował się Departament Wyborów i Granic, będący organem podrzędnym wobec Komisji Wyborów i Granic. Zwycięstwo uzyskała Zjednoczona Partia Ludowa (PUP), zdobywając 22 mandaty. Były to drugie z rzędu wybory, w których zwyciężyła PUP z Saidem Musą na czele. W porównaniu do poprzednich straciła jednak cztery mandaty. Skład Zgromadzenia Narodowego uzupełniła Zjednoczona Partia Demokratyczna (UDP).

## Wyniki wyborów parlamentarnych
Do udziału w wyborach uprawnionych było 126 202 osoby. Głosy oddało 100 353 obywateli, co dało frekwencję na poziomie 79,51%. Głosy można było oddać na jednego z 75 kandydatów.
|  | Partia                           | Głosy  | Procent | Mandaty | % mandatów |
|  | -------------------------------- | ------ | ------- | ------- | ---------- |
|  | Zjednoczona Partia Ludowa        | 52 934 | 53,16%  | 22      | 75,86%     |
|  | Zjednoczona Partia Demokratyczna | 45 376 | 45,57%  | 7       | 24,14%     |
|  | Kandydaci niezależni             | 1 260  | 1,27%   | -       | -          |
|  | Głosy nieważne                   | 867    | 0,72%   | -       | -          |
|  | Razem głosy ważne                | 99 570 | 100,0%  | 29      | 100,0%     |